# Измайлово (аэродром)
Аэродром «Измайлово» — бывший военный аэродром, располагавшийся в ближнем пригороде, на востоке Москвы. С июля 1942 года по март 1959 года на аэродроме базировался 65-й отдельный Краснознамённый транспортный авиаполк Военно-Воздушных сил Военно-Морского флота (войсковая часть 42841).
По некоторым данным, ранее, до 1942 года на Измайловском аэродроме базировался 65-й истребительный авиационный полк особого назначения ВВС Военно-Морского Флота, который защищал небо столицы в дни битвы за Москву в 1941—1942 годах.

## История
7 июня 1942 года на аэродроме «Измайлово» была сформирована авиационно-техническая база. Её первым командиром был интендант 3 ранга И. А. Батюшков, заместителем командира по политической части — батальонный комиссар Галичий. Буквально на следующий день — 8 июня — был сформирован 65 отдельный авиационный полк Военно-Воздушных Сил Военно-Морского Флота. С тех пор и по настоящее время, несмотря на все преобразования, передислокации, сокращения, переименования, обе части практически неотделимы друг от друга.

## Расположение аэродрома
Территория аэродрома ограничивалась современными Измайловским бульваром (с юга), Щелковским (тогда Стромынским) шоссе (с севера), 5-й Парковой улицей (с запада), и 16-й Парковой улицей (с востока). В начале 1950-х по линии современного Измайловского бульвара находился забор из колючей проволоки, за которым в направлении Стромынского шоссе на север располагалась территория аэродрома.

### Взлётно-посадочная полоса
Ориентация взлётно-посадочной полосы Измайловского аэродрома — в направлении на северо-запад, к Стромынскому шоссе. Начало полосы — в районе современной Верхней Первомайской улицы между 13-й Парковой улицей и продолжением 14-й Парковой улицы, под углом к Верхней Первомайской улице. Заход самолётов на посадку осуществлялся с юго-восточного направления.

### Военный городок аэродрома
Военный городок находился в районе 16-й Парковой улицы, ориентир современная школа-интернат № 76. В послевоенное время за Щелковским шоссе, в районе современных 11-й и 13-й Парковых улиц располагались антенные поля приводных радиостанций.
Весной 1959 года 65-й авиаполк переведен в город Щербинку, аэродром Остафьево. На освободившейся территории в 1960-м году начато жилищное строительство. Одной из первых была построена больница № 57 между 11-й и 13-й Парковыми улицами. Территория на отрезке между 9-й и 11-й Парковыми улицами, примыкающая с юга к современному Сиреневому бульвару, где в 1940—1950-е годы располагалась опытная база завода № 156, была выделена под жилищное строительство этого завода, позднее последовательно переименованного в ММЗ «Опыт», МНТК имени А. Н. Туполева и в ОАО «Туполев».
В музее общеобразовательной школы № 351 (район Восточное Измайлово) хранится фотография ветеранов 65-го отдельного Краснознаменного транспортного авиаполка.

### Легенда
В одном из материалов говорилось, что именно с этого аэродрома Сталин вылетел на Тегеранскую конференцию. Однако по более распространённой легенде из Москвы до Баку Сталин добирался на поезде и только потом вылетел в Тегеран.